# 南瀛學
南瀛學係以臺灣臺南為中心，以對該片土地的關懷為出發點所進行的研究；其內涵包括既有之相關學術成果、最近的研究動向、參與其中的學術社群，以及政府相關部門的行政措施等等。
《南瀛文化研究叢書》是南瀛學研究成果最豐碩部分，由台南縣政府文化局出版，迄今已累積百本專書。

## 外部連結
- 臺南縣政府文化處 南瀛研究資料庫
- 台南縣政府文化處－南瀛學部落格（页面存档备份，存于）